# 矮雄
矮雄（わいゆう）とは、極端に雌より小さい雄のことである。さまざまな動物群に散発的に見られ、植物にも例がある。

## 概説
雌雄のある生物において、その両者に形態的な違いがあるのを性的二形と呼び、よく見られる現象である。特に両者に大きさの違いが有る例が多いが、ひとつのあり方として雌の方が大きいのはよく見られる現象で、ノミなどが有名でスラングとしてノミの夫婦と呼ばれることもあるが、その差が余りに極端で雌に対してオスが取るに足りないほどの大きさである場合、この雄を矮雄という。雄が自立せず、雌に寄生して生活する例も多い。

## 具体的な事例

### 魚類
深海魚に例が多い。特にチョウチンアンコウのそれは有名である。深海魚#矮雄を参照のこと。

### 節足動物
寄生性甲殻類に多くの例がある。たとえばカイアシ類のナガクビムシ、等脚類のエビヤドリムシ類などに例がある。

### ユムシ動物
ボネリムシの雄は雌に寄生していることで有名。また、この類では幼生が雌個体に接触するかどうかで性決定が行われることも知られている。

### 軟体動物
軟体動物では、一部巻貝や、深海性の浮遊タコ類（カンテンダコ、カイダコなど）に見られる。

### 植物
蘚類のフクラゴケ等で、配偶体に雌雄の別があり、雄株は極端に小さくて雌株の上に着生して生育する例が知られる。同様なものは日本国内からも60種ほどが知られる。
なお、種子植物の場合、雄性配偶体は花粉という形でほぼ単細胞レベルまで縮小されているが、この類では雌性配偶体も胚珠内部にあるのみで、やはり小さい。